# Sedouikich
Les Sedouikich sont une subdivision de la confédération berbère des Ketamas. Elle habite les plaines du territoire ketama situé entre Béjaïa et Constantine en Algérie.

## Factions
Les Sedouikich comportent plusieurs ramifications : les Slin, les Tarsun, les Turgyan, les Mulît, les Cascha, les Lemay, les AlBwira, les Beni Merwan, les Warmeksen, les Segdal et les Beni Ayad. Certains de ces noms sont encore vivants au XIXe siècle : Siline, Gacha (Guecha), Lemay, Mouia, Beni Merwan, Beni Ayad, etc... et d'autres ont disparus.
Au XIVe siècle, les Sedouikich et ces factions forment un groupe puissant sous l'autorité d'une famille sedouikich : les Ouled Swac d'où sortaient ses confédérés. Des tribus d'origine différentes étaient admises dans la confédération mais avec des rangs de vassales ou de simples sujets soumises à l'impôt. Cette singulière organisation préfigure les ordres qui sont retrouvées chez les tribus dynastiques ou tribus djouads (noblesse d'épée).

## Mode de vie et réputation
Les Sedouikich  ont le cheval pour monture et parcourent le pays. Ils ne veulent pas être reconnus comme Ketama en raison de la participation de cette confédération à l'épopée fatimide au Xe siècle, (connotée négativement à cause de son obédience chiite) puis de son hostilité aux gouvernements successeurs des Fatimides. A Constantine, le terme de « Katmi » ou « Ktim » a une connotation négative jusqu'au XIXe siècle, ce qui explique une dispersion des Kutama dans des confédérations sans liens apparents entre elles, ou leur arabisation. Les Sedouikich est une branche des Branès-Ketama qui vit sous la tente et élève des chameaux. On tient généralement les Ketama pour Kabyles, le Sedouikich est donc un exemple de Kabyle pasteur et scénite.

## Histoire

### Période médiévale
L'organisation dynastique favorise le clientélisme au sein des groupes tribaux dans le Maghreb médiéval : le pouvoir en place s'allie à la faction la plus puissante d'une tribu quitte à renverser l'alliance le moment venu. Les Hafsides emploient cette politique avec les Sedouikich. Les Swac se partagent en deux branches : les Ouled Alaoua Ibn Souac et les Ouled Youçof Ibn Hammou Ibn Souac.
Sous les Hafsides, ce sont les Ouled Alaoua qui commandent à l'ensemble des Sedouikich. Ali fils de Alaoua gouverna, puis son fils Talha, ce dernier est remplacé par son frère Yahia. Mendil également frère de Talha et Yahia est écarté au profit de son neveu, fils de Talha : Tazîr. Après l'intronisation de Abou Yahia Abou Bakr comme sultan de Constantine en 1310 (année hégirienne 710), Tazîr quitte le service de ce dernier pour celui de Ibn el Khalouf, gouverneur de Bougie. Cette démarche amène à la destitution de Tazîr et à la nomination de son oncle Mendil à la tête de la confédération.
Les Ouled Alaoua sont ensuite remplacés par les Ouled Youçof qui montrent une certaine fidélité au sultan Abou Yahia Abou Bakr qui prend Béjaïa, châtie Ibn el Khalouf et fait exiler les Ouled Alaoua de leur territoire de Béjaïa. Ces derniers arrivent dans le territoire des Ayad, un peuple formé d'un mélange de tribus hilaliennes et sous leur protection occupent la région près de Msila. Les Ouled Allaoua, adoptent alors les coutumes et la langue des Arabes. Les Ouled Youçof, eux, ont continué à diriger la tribu Sedouikich et vont se diviser en quatre branches : les Beni Mohamed ibn Youçof, Beni Mehdi ibn Youçof, Beni Ibrahim ibn Youçof, et les Ben Tazizt.
Ces derniers descendent de six frères : Mendil, Djafer, Djeri (ou Djora), Cid el-Moulouk, El-Abbas et Issa, tous issus d'une même mère Tazizt, d'où le nom du clan Azizide.Les Ouled Mohamed et Azizides habitent la province de Béjaïa, les Ouled Mehdi et Ouled Ibrahim celle de Constantine. L'une ou plusieurs des quatre familles commande aux Sedouikich.
Lors de la conquête de l'Ifriqiya par les Mérinides, Abou Einan, écarte les Ouled Youçof au profit d'un retour en grâce de leurs cousins Ouled Allaoua. Mehenna pris alors le commandement de la tribu, les Ouled Mehenna sont de nos jours une grande tribus du Sahel de Skikda.
Certains Sedouikich obéissent aux Beni Sakin, une famille lieutenant des Souac. Leur territoire avoisine celui des Lawata du côté du Djebel Babor et recouvre la partie de la région de Béjaïa qui dépend de cette montagne. Leur chef est alors Moussa Ibn Thaber (ou Thaïr). Ibn Khaldoun fait la rencontre de Sakhr, son fils, partisan dévoué des Hafsides qui sera fait prisonnier par les Mérinides dans la région de Gabès. Le sultan mérinide Abou el Hacen lui fait couper mains et pieds et son fils Abdallah lui succède et s'illustre par son habileté et son dévouement au sultan de Béjaïa. Ce dernier meurt entre les années 780 (1378) et 790 de l'hégire.

#### DuXVIeauXIXesiècle
Au début du XVIe siècle la situation politique en Algérie est morcelée notamment on note qu'il existe « [...] en Kabylie les principautés des Belkadis à Koukou, et des Beni-Abbas ; dans le Constantinois, entre Medjana et Constantine se placent les dépendances des tribus Sedouikech, tout à fait à l'Est, les dépendances des tribus Harrar [...] ». La tribu Aït Abbas (en arabe : Beni Abbas) à l'origine de la formation du sultanat des Aït Abbas (1510-1872) est d'origine Sedouikich de la faction des Azizides. 

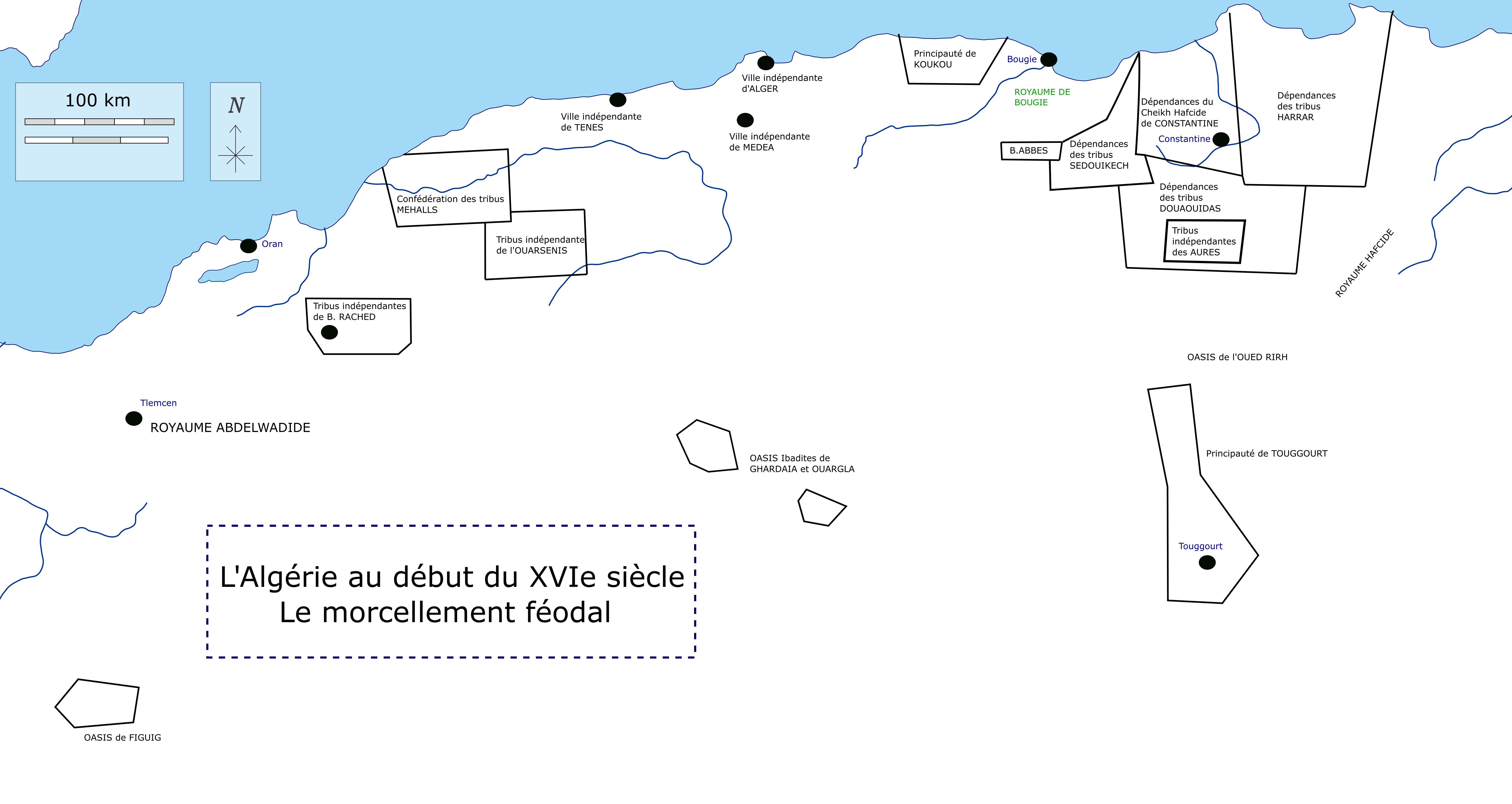
L'Algérie au début du XVIe siècle et son morcellement, dont les « dépendances des tribus Sedouikech ».

Les travaux de Ernest Carette sur le beylik de Constantine, mettent en évidence que les Sedouikich, dans les plaines à l'Ouest de Constantine, se fractionnent et s'arabisent pour se retrouver sous de nouveaux noms de tribus : Telaghma, Ouled Abd Nour, Oulad Adjaz, Les Ouled Abd Nour sont une tribu entre Sétif et Constantine ainsi composée de Berbères Sedouikich agrégés à des éléments de l'Aurès, du Dir (Tébessa) et du Belezma.
Au XIXe siècle, les travaux de Laurent Charles Féraud sur les traditions orales des Ouled Abd Nour, permettent de trouver le souvenir des Ketama. En effet dans cette tribu on parle de Zenata, de Sanhadja mais surtout de Ketama et on considère la faction des Ouled Khellouf comme descendante directe des Ketama. Dans les temps antiques des Ketama la région fut dirigée par des princes païens : Mouch, Kebchich, Dahmich, Sedouikich, Becha, Bou-R'arda, Ganfaf, Kerbouch, Saada, Taman, Negach, Zahak et Bergoug, ancêtre des Ouled Mehenna ben Bergoug, une des plus importantes des Ouled Khellouf. C'est dans la région de Ferdjioua à 40 km des Ouled Khellouf qu'a été retrouvée l’inscription latine « REX GENTIS VKVTAMANORVM », en latin : « Roi de la nation des Ukutamiens ».